# Trincou
Le Trincou est un ruisseau français du département de la Dordogne, affluent de la Côle et sous-affluent de la Dronne.

## Toponymie
En occitan, le cours d'eau porte le nom de Trencor ou Trincor[réf. nécessaire].

## Géographie

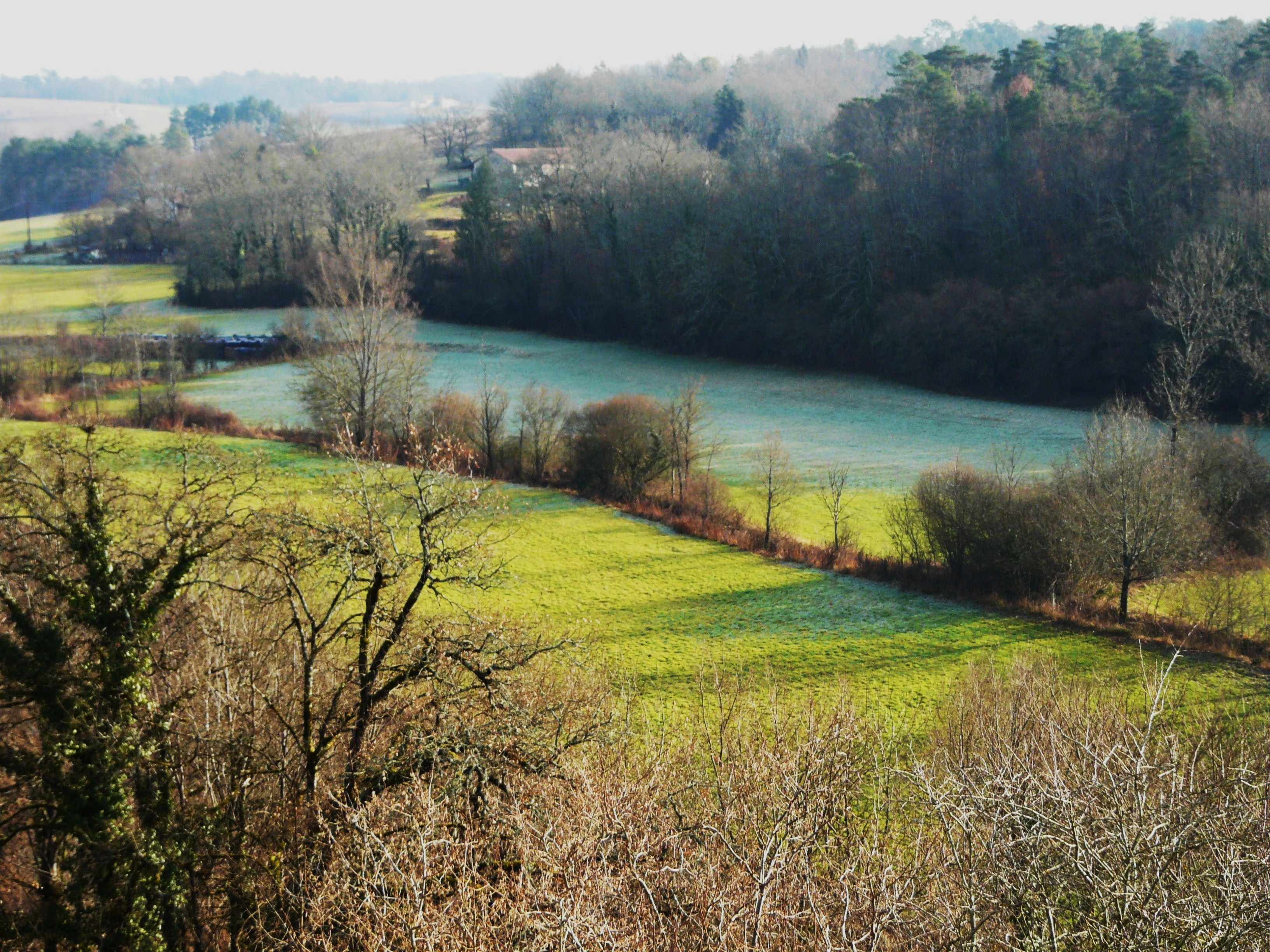
La vallée du Trincou vue depuis le bourg de Condat

Il prend sa source à plus de 285 mètres d'altitude sur la commune de Milhac-de-Nontron, trois kilomètres au nord-est du bourg, près du lieu-dit la Grange.
Il arrose Villars, passe en contrebas de Condat-sur-Trincou et rejoint la Côle en rive droite à moins de 110 mètres d'altitude, un kilomètre et demi au sud-sud-ouest du bourg de Condat, près du lieu-dit Valade.
Long de 16,6 km, le Trincou n'a qu'un seul affluent répertorié, en rive gauche, le ruisseau de l’Étang-Rompu.

### Communes et cantons traversés
Le Trincou traverse quatre communes réparties sur deux cantons :
- Canton de Saint-Pardoux-la-Rivière
  - Milhac-de-Nontron (source)
- canton de Champagnac-de-Belair
  - Villars
  - Champagnac-de-Belair
  - Condat-sur-Trincou (confluence)

## Hydrologie

### Risque inondation
Un plan de prévention du risque inondation (PPRI) a été approuvé en 2014 pour dix-neuf communes riveraines de la Dronne, affectant ses rives ainsi que la partie aval de son sous-affluent le Trincou sur ses 200 derniers mètres.

## Galerie

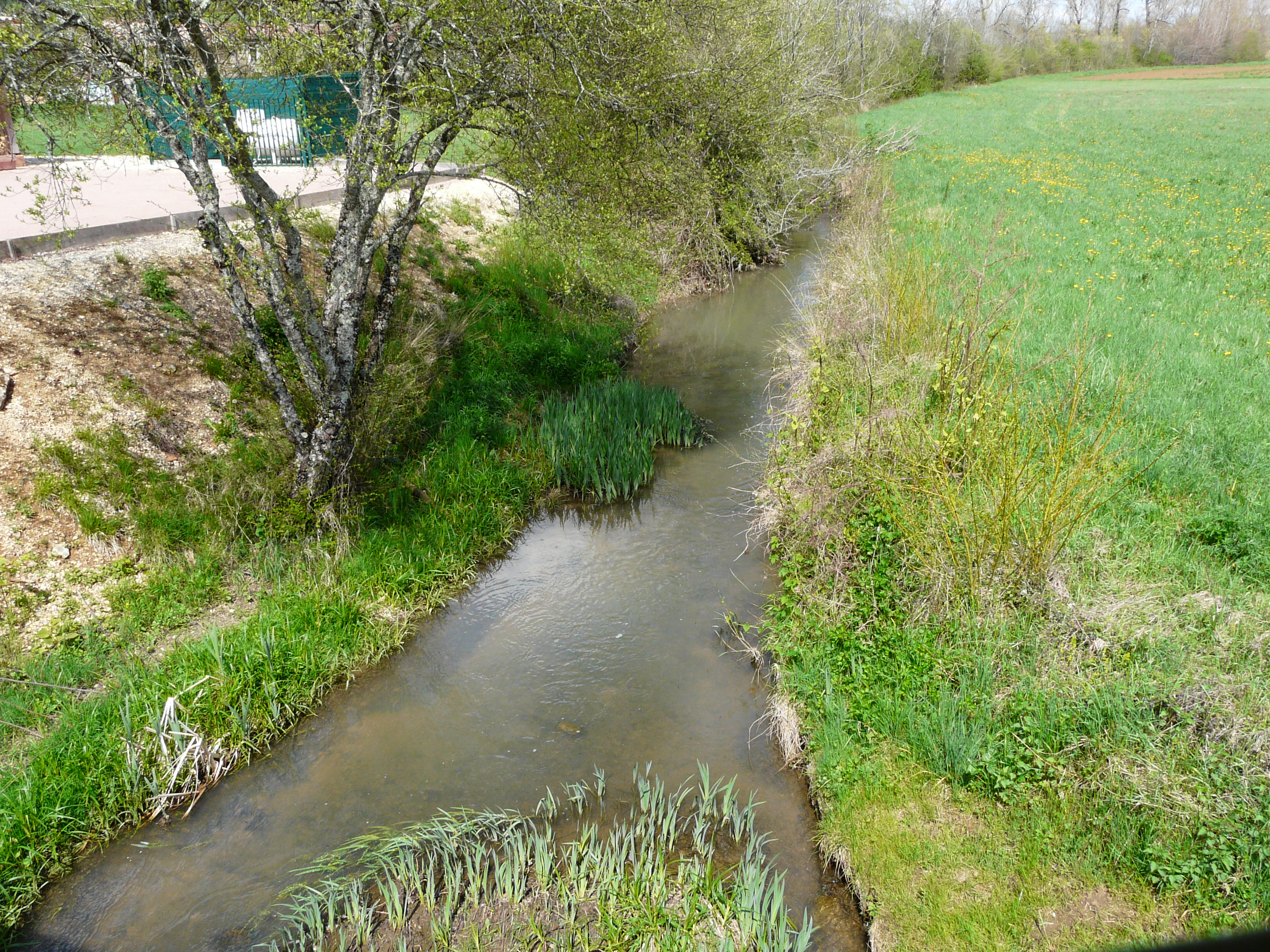
Le Trincou à Villars, en amont du pont de la RD 68
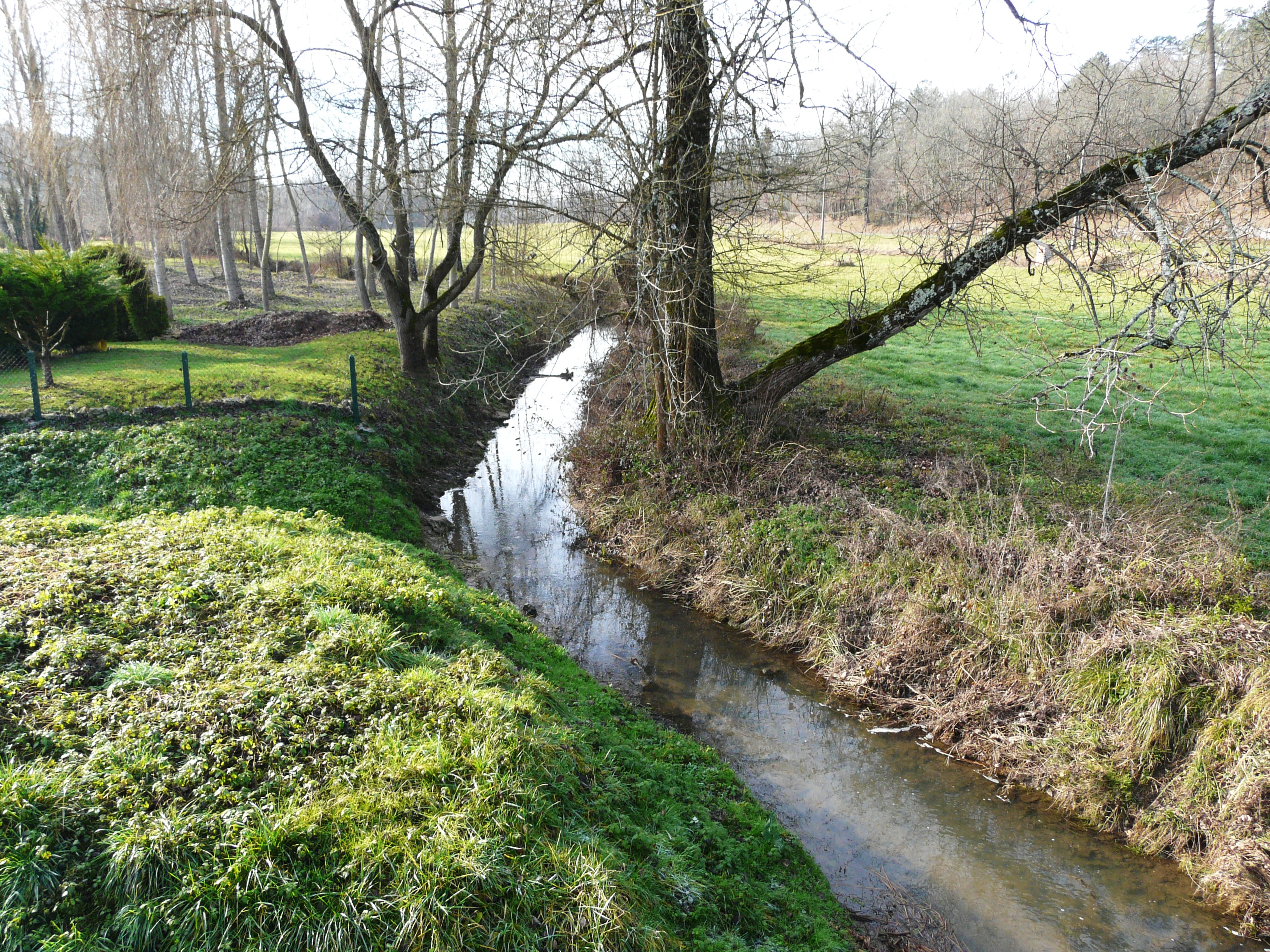
Le Trincou entre les Guillaumies et le bourg de Condat
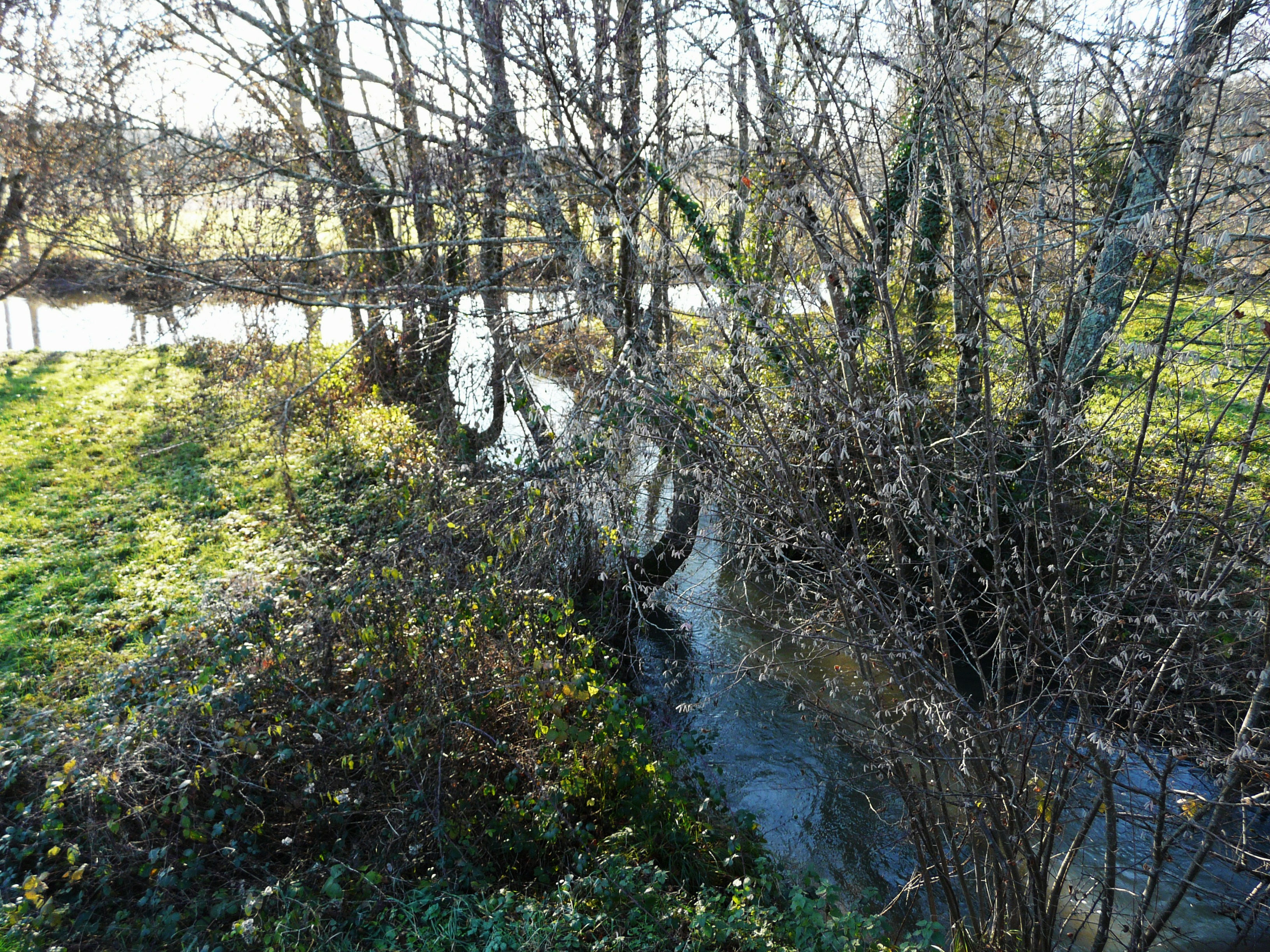
Confluence de la Côle (en haut de gauche vers la droite) et du Trincou
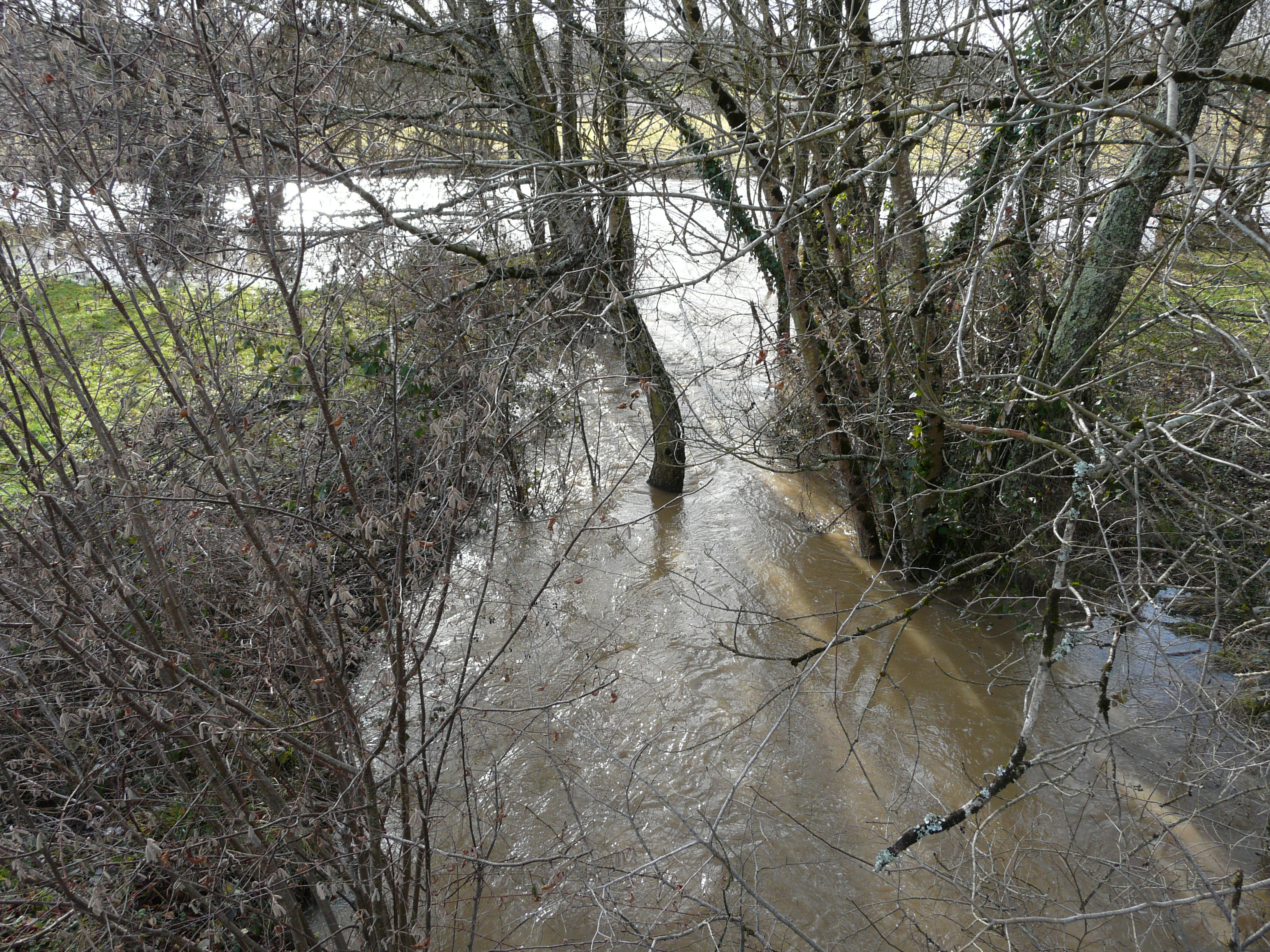
Le même confluent en période de crues